# Sydney Rovers FC
Sydney Rovers FC – australijski, profesjonalny klub piłkarski z siedzibą w zachodnim Sydney (Nowa Południowa Walia). Założony w 2009 roku, od sezonu 2011/2012 miał przystąpić do rozgrywek A-League. Rozwiązany w 2010 roku.

## Historia
W dniu 29 września 2009 roku Football Federation Australia (FFA) przyznała klubowi Sydney Rovers licencję na grę w rozgrywkach A-League od sezonu 2011/2012. Oferta klub została złożona przez szefa agencji reklamowej Saatchi & Saatchi oraz byłego reprezentanta Australii w piłce młodzieżowej Iana Rowdena. FFA w wyniku postępowania przetargowego na uzyskanie licencji dla klubu występującego w rozgrywkach A-League odrzuciła inne oferty złożone przez podmioty zlokalizowane w zachodnim Sydney, Canberze, regionie South Coast oraz na Tasmanii. W dniu 2 października 2009 roku oficjalnie ogłoszono, że nowy klub będzie nazywał się Sydney Rovers FC oraz została zarejestrowana domena internetowa pod nazwą www.sydneyroversfc.com.au. Ponadto zaprezentowano herb oraz barwy klubowe (czerwono-biało-czarne). W górnej części herbu klubu umieszczono trzy gwiazdy, które symbolizowały północną, południową i zachodnią część Sydney.
W lutym 2010 roku klub zaprezentował prototypy piłkarskich strojów domowych oraz wyjazdowych. Koszulka domowa miała mieć trzy grube pionowe pasy: czerwony (prawa część), biały (środkowa część) i czarny (lewa część) oraz czerwony i czarny rękawek koszulki. Natomiast spodenki i getry miały być w kolorze czarnym z elementami czerwonymi. Natomiast koszulka wyjazdowa podobnie miała mieć trzy grube pionowe pasy, przy czym rękawki miały być w kolorze biały. Spodenki oraz getry wyjazdowe miały być koloru białego z elementami czerwonymi.
Wraz z końcem września 2010 roku upłynął termin w którym klub Sydney Rovers FC musiał posiadać budżet w wysokości 5 milionów AUD na udział w rozgrywkach A-League. Brak wymaganej kwoty mógł skutkować odebraniem licencji na grę w A-League przez FFA. Ostatecznie w dniu 10 grudnia 2010 roku FFA podjęła decyzję o odebraniu licencji na grę w A-League klubowi Sydney Rovers FC. W ciągu roku od przyznania licencji klub nie uzyskał odpowiedniego wsparcia finansowego oraz nie udało się zakontraktować żadnego zawodnika. Jednocześnie FFA poinformowała, że nadal zamierza dołączyć klub z zachodniej części Sydney do rozgrywek A-League. Od sezonu 2012/2013 do rozgrywek A-League dołączył klub Western Sydney Wanderers FC.

## Stadion
Rada samorządu lokalnego City of Penrith potwierdziła, że była zainteresowana, aby klub Sydney Rovers FC rozgrywał spotkania domowe na obiekcie Penrith Stadium. Ponadto klub rozważał możliwość gry na stadionach: Parramatta Stadium, Sydney Showground, Stadium Australia i Campbelltown Stadium.